# 索维拉
索维拉（阿拉伯语：‎，原名莫加多尔）是摩洛哥西部马拉喀什-坦西夫特-豪兹大区的一个城市和旅游游胜地，濒临大西洋。

## 历史
考古学研究表明索维拉自从史前时期就有人类居住。索维拉的海湾部分受到莫加多尔岛的遮蔽，抵御强海风，使之成为一个平静的海港。
索维拉长期以来被认为是摩洛哥海岸最佳停泊处之一。迦太基航海家汉诺在公元前5世纪来到这里，并建立了一个贸易点。大约在公元1世纪结束时或者公元1世纪早期，尤巴二世创建了一座泰尔紫染料工厂，分解索维拉潮间带岩石间的骨螺和紫色贝壳。这种紫色染料被用于罗马帝国元老院托加长袍的镶边。
16世纪，各种势力包括西班牙、英格兰、荷兰和法国都试图侵占索维拉，均为徒劳。索维拉依旧是糖、糖浆出口的港口和海盗停泊点。
如今的索维拉城建于18世纪。摩洛哥的穆罕默德三世希望将他王国的版图重新规划，延伸到大西洋边，以增加与欧洲势力的交易，选择莫加多尔作为主要位置。他命令他的奴隶，一位名叫泰奥多尔·科尔尼（Théodore Cornut）的法国工程师和其他几个欧洲的建筑师和技术人员来建造要塞和城市。
从尤巴二世到19世纪末期，索维拉一直是摩洛哥的重要港口，向世界提供跨撒哈拉贸易的货物。货物的运输路线从撒哈拉以南非洲到廷巴克图，之后穿过沙漠，越过阿特拉斯山脈抵达马拉喀什。从马拉喀什到索维拉的道路是一条直线。
之后，摩洛哥与阿尔及利亚的阿卜杜卡迪尔结盟抵抗法国。1844年8月16日，索维拉被弗朗索瓦·奥尔良指挥的法国海军炮击并占领。

## 地理

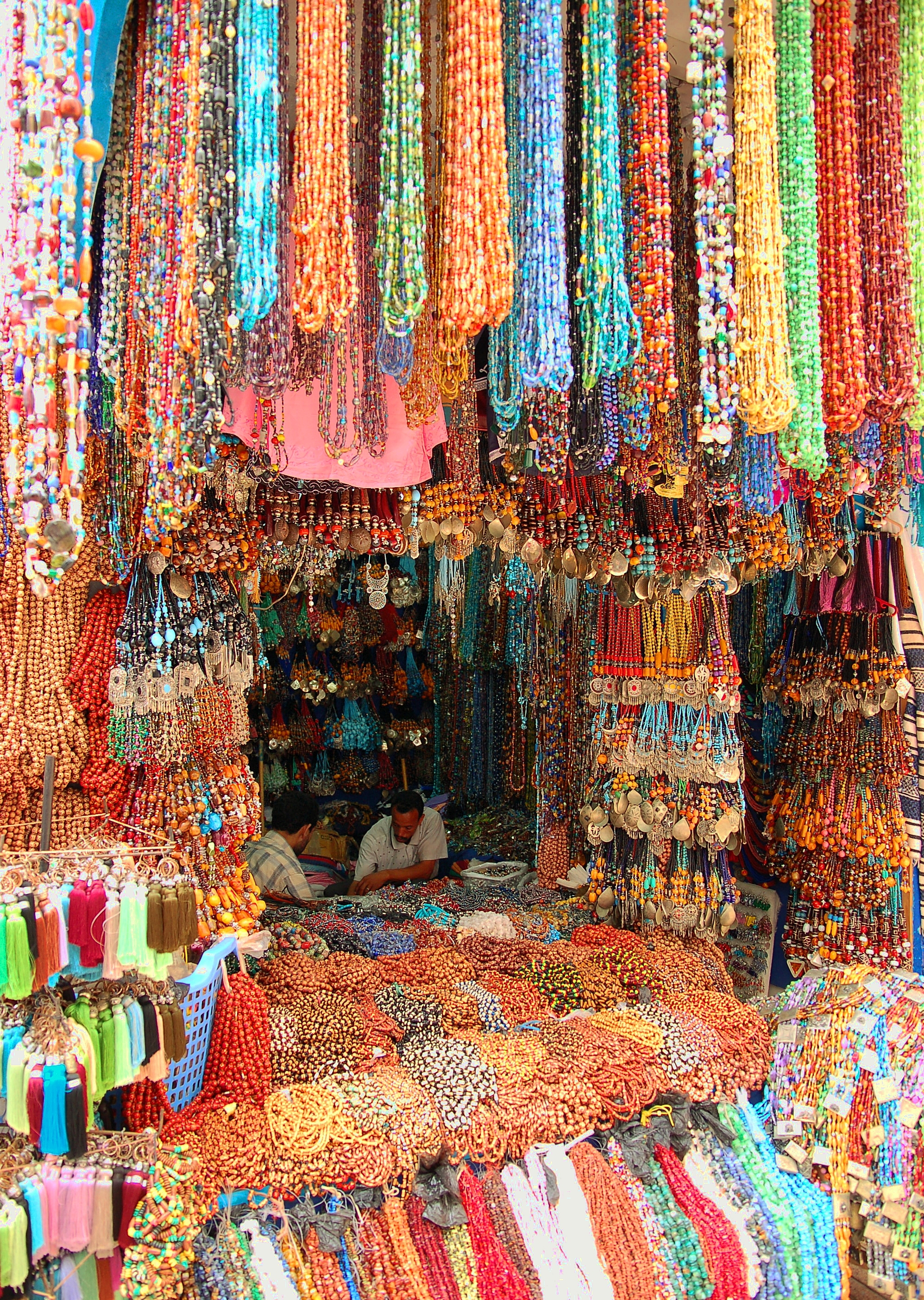
索维拉城出售饰珠串的一个小摊

Iles Purpuraires为索维拉抵挡了海浪。一个宽阔的沙滩从海港南部延伸，Oued Ksob河在那里汇入海洋，河南岸是考古遗迹Bordj El Berod。加那利洋流推动海洋环流向南，促近了当地渔业。
索维拉的北面是萨菲，南面是阿加迪尔，N1公路将它们连接在一起。往东则通过R207公路到达连接到马拉喀什。距离城7-8公里处有一座小型机场，每周有几个航班飞往达尔贝达。

## 现状

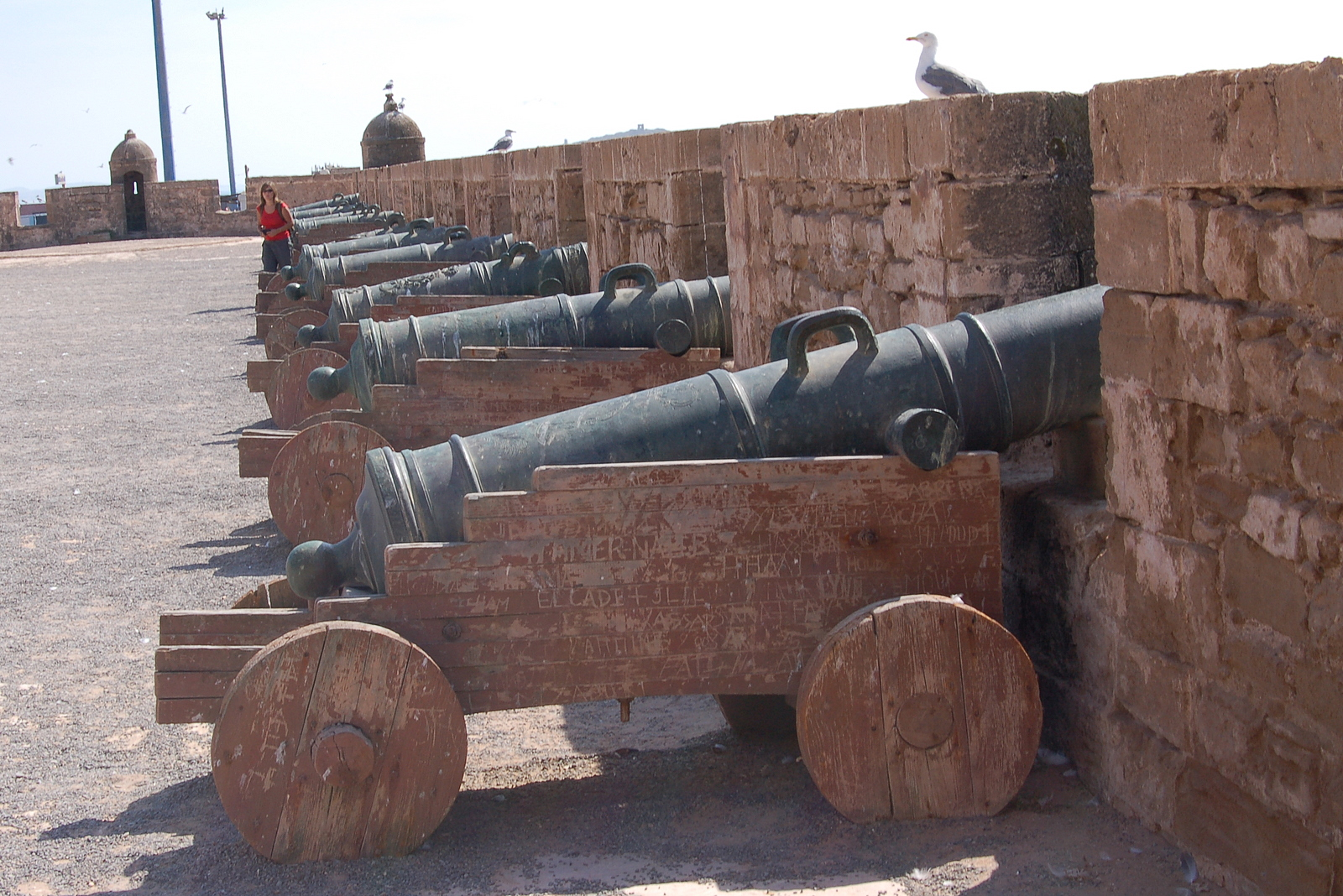
索维拉城内17世纪西班牙大炮

渔港由于受到了萨菲和阿加迪尔竞争，因此相对较小。然而由于强大的信风和加那利洋流造成的上升流使渔获（沙丁鱼和海鳗鳗鱼）极其丰富。
旅游业变得越来越重要，精品酒店有着传统的摩洛哥风格，在旧城区的城墙里面。在沿海的沙滩还有一些现代的酒店。麦地那有很多小型工艺品的企业，尤其是橱柜制作和木雕，两者在索维拉已经流传了几百年。
索维拉还因滑翔伞和滑浪风帆而闻名，该地区信风稳定，海面平静，很适合此类运动。
遮阳伞往往被用来作为海滩上的防护，防止风和风沙。海滩上可以骑骆驼，并可以深入到沙漠内部。

## 世界遗产
索维拉的麦地那老城区作为北非18世纪末期有防御设施的城镇的代表，于2001年被列入联合国教科文组织世界遗产。登录面积30 ha，缓冲区面积15 ha。该世界遗产被认为满足世界遺產登錄基準中的以下基準而予以登錄：
- （ii）在某期间或某种文化圈里对建筑、技术、纪念性艺术、城镇规划、景观设计之发展有巨大影响，促进人类价值的交流。
- （iv）关于呈现人类历史重要阶段的建筑类型，或者建筑及技术的组合，或者景观上的卓越典范。

## 友好城市
- 法國 拉罗谢尔